# Рындин, Пантелей Дмитриевич
Пантелей Дмитриевич Рындин (1911—1977) — забойщик шахты № 10 имени Артёма комбината Ворошиловградуголь, Герой Социалистического Труда.
Родился в феврале 1911 года в селе Новомеловое Нижнедивицкого уезда Воронежской губернии, ныне Горшеченского района Курской области, в крестьянской семье. Русский. Отец погиб на фронте в 1914 году. В 1922 году окончил начальную школу, работал в хозяйстве матери, помогал воспитывать младшего брата.
В 1927 году уехал в Донбасс, поступил на шахту № 18 в Чистяковском районе Луганской области. Горняцкую профессию осваивал с азов: грузчиков, выборщиком, свальщиком. В 1932 году перешел на шахту № 10 им. Артёма (поселок Артёмовск, ныне — город). Работал проходчиком, а через год прошел подготовку в учебном комбинате и перешел в забойщики.
В июне 1942 года был эвакуирован на восток. Работал на шахте № 12-16 в городе Копейск Челябинской области. В ноябре 1945 года вернулся на свою шахту, участвовал в восстановлении. В 1947 году полностью восстановлена и сдана в эксплуатацию с проектной мощностью 900 тысяч тонн угля в год. Член ВКП(б)/КПСС с 1944 года.
Когда был восстановлен основной рабочий горизонт шахты № 10, Рындина направили на нарезку новых лав. Изучив организацию работ в лаве, вышел с предложением применить на шахте метод А. Г. Стаханова. На пластах крутого падения забойщики работали в одиночку в уступах по 12 метров, сами рубили уголь, сами крепили забой. Норма выполнялась на 120—140 %. Рындин предложил увеличить длину уступа до 20 и более метров и работать втроём — один забойщик, два крепильщика. В результате за смену забойщик и двое крепильщиков согнали всю лаву и выдали 126 тонн угля, выполнив ному на 1246 %. Бригада стала регулярно рубить по 90-120 тонн угля за смену.
Это почин получил широкое распространение на шахтах с крутым падением пластов и не только на комбинате «Ворошиловградуголь». В результате в 1948 году лавы стали давать по 300—500 тонн угля в сутки, тогда как в начале первой послевоенной пятилетки суточная добыча не превышала 100 тонн угля в сутки.
Указом Президиума Верховного Совета СССР от 28 августа 1948 года за выдающиеся успехи в деле увеличения добычи угля, восстановления и строительства угольных шахт и внедрение передовых методов работы, обеспечивающих значительный рост производительности труда, Рындину Пантелею Дмитриевичу присвоено звание Героя Социалистического Труда с вручением ордена Ленина и золотой медали «Серп и Молот».
В 1950 году окончил курсы горных техников/ответственников. Продолжал работать на своей шахте помощником начальника участка, с 1956 года — горным мастером. В 1958 году в связи ухудшением здоровья (профессиональная болезнь — силикоз) вынужден был выйти из шахты на поверхность. Работал горным мастером участка внутришахтного транспорта. С мая 1963 года — на пенсии.
Жил в городе Артёмовск Ворошиловградской (Луганской) области. Скончался 8 апреля 1977 года.

## Награды
Награждён двумя орденами Ленина (28.08.1948, 04.09.1948), орденом Трудового Красного Знамени (23.01.1948), медалями.